# アンドレイ・イヴァノフ
アンドレイ・アレクセーエヴィチ・イヴァノフ（ロシア語: Андре́й Алексе́евич Ивано́в、1988年10月8日- ）は、ロシア・モスクワ出身のサッカー選手。ポジションはDF。

## 来歴

### クラブ
1988年、ロシアの首都モスクワで生まれた。FCロコモティフ・モスクワのアカデミーに所属をしサトゥルン・ラメンスコーエ、FCスパルタク・モスクワのアカデミーに在籍をし
2004年にスパルタクとプロ契約をした。2006年11月26日、第30節クリリヤ・ソヴェトフ・サマーラ戦の78分にフョードル・クドリャショフとの交代でプレミアリーグデビューを果たした。その後、スパルタクではサブとして試合に出場をした。
2009年1月15日、FCトム・トムスクへ1年間のレンタル移籍が決まった。出場機会が限られていた為に希望したレンタル移籍であった。トムではレギュラーとして出場しシーズン中には怪我を負ったが、シーズン終了後にトムスクが完全移籍での獲得を望んでいると報じられた。2010年3月10日、再びトム・トムスクへレンタル移籍をした。
2011年1月11日、アカデミーを過ごしたFCロコモティフ・モスクワへ3年半の契約で移籍をしたが、出場機会は乏しく、2012年、スパルタク時代に過ごしたトム・トムスクへレンタル移籍した。2012年7月にはFCロストフへ2012/13シーズン終了までのレンタル移籍をした。

### 代表
2008年、U-21ロシア代表に招集され出場をした。

## 所属クラブ
- FCスパルタク・モスクワ 2004-2010

→ FCトム・トムスク 2009-2010 (loan)
- FCロコモティフ・モスクワ 2011-2013

→ FCトム・トムスク 2012 (loan)
→ FCロストフ 2012-2013 (loan)
- FCシビル・ノヴォシビルスク 2014-2016
- FCSKA-エネルギア・ハバロフスク 2016-2017
- FCトルペド・モスクワ 2017-